# کارابیا
کارابیا دهستانی در استان آستوریاس اسپانیا است.
در این دهستان ۵۷۵ نفر زندگی می‌کنند. مساحت این دهستان ۱۳٫۳۶ کیلومتر مربع است.